# Флаг Тёпло-Огарёвского района
Флаг муниципального образования Тёпло-Огарёвский район Тульской области Российской Федерации — опознавательно-правовой знак, служащий официальным символом муниципального образования.
Флаг утверждён 27 июля 2005 года и внесён в Государственный геральдический регистр Российской Федерации с присвоением регистрационного номера 1954.
Флаг составлен на основании герба Тёпло-Огарёвского района по правилам и соответствующим традициям геральдики и отражает исторические, культурные, социально-экономические, национальные и иные местные традиции.

## Описание
«Флаг Тёпло-Огарёвского района представляет собой прямоугольное красное полотнище с отношением ширины к длине 2:3, несущее вдоль древка белую полосу шириной в 1/4 длины полотнища и две симметричные жёлтые дуги, расходящиеся от белой полосы к противоположным углам полотнища».

## Обоснование символики
Районный центр — село Тёплое возникло на месте прохождения знаменитого Муравского шляха. Отсюда, где стоит Тёплое, расходились два тракта: Ливенский и Воронежский, аллегорически показанные на флаге двумя расходящимися дугами.
Транспортные артерии всегда играли особую роль в жизни района: сначала это были тракты, а в конце XIX — начале XX века на смену им пришла железнодорожная линия Данков—Смоленск.
Жёлтый цвет (золото) — символ урожая, богатства и стабильности.
Белый цвет (серебро) — символ чистоты, мира и взаимопонимания.
Красный цвет символизирует мужество, труд, красоту, силу.